# 京都市出身の人物一覧
京都市出身の人物一覧（きょうとししゅっしんのじんぶついちらん）は、京都府京都市出身の人物およびゆかりの人物の一覧。

## 出身有名人

### 政財界・官界・法曹界
- 井上達也（京都信用金庫理事長、会長）
- 井上礼之（ダイキン工業元社長）
- 伊吹文明（元国家公安委員会委員長兼防災担当大臣、文部科学大臣、元財務大臣、元衆議院議長）
- 岩倉具視（公家、贈太政大臣、元太政大臣代理、元右大臣、元外務卿、元大納言、元権大納言、元明治政府副総裁、元政府会計事務総督、元海陸軍事務総督、元明治政府議定、元明治政府参与）
- 大久保昇（日本漢字能力検定協会設立者）
- 大澤善助（大沢商会、京都電気鉄道創立者）
- 大澤善夫（東宝社長）
- 太田貴美（与謝野町長、野田川町長）
- 大谷竹次郎（松竹社長）
- 大橋理祐（西陣織物業、貴族院多額納税者議員）
- 岡野純子（衆議院議員）
- 岡本毅（東京ガス元社長、日本経団連副会長）
- 奥山融（松竹社長、映画プロデューサー）
- 片岡宏一郎（経済産業省大臣官房長）[1]
- 河合悠祐（元草加市議会議員）
- 川勝平太（静岡県知事）
- 貸谷伊知郎（豊田通商社長、日本貿易会副会長）
- 喜多村樹美男（西武鉄道社長）
- 木村荘平（牛鍋チェーン「いろは」社長、東京博善社長、東京本芝浦鉱泉社長、日本麦酒醸造社長、政治家）
- 小嶌久美子（マーケティングコンサルタント）
- 工藤信一良（毎日新聞社副社長、パシフィック・リーグ会長）
- 西園寺公望（第12・14代内閣総理大臣）
- 坂口卓（厚生労働官僚）
- 佐藤裕久（実業家、株式会社バルニバービ創業者、代表取締役会長CEO兼CCO、一般社団法人 日本飲食団体連合会副会長、日本ファインダイニング協会（JFDA）副会長）
- 三条実美（初代内大臣、太政大臣、右大臣、外国事務総督）
- 白井松次郎（松竹社長）
- 高乗正行（チップワンストップ創業者・社長、アロー・エレクトロニクス・ジャパン会長・日本代表）
- 塚本能交（ワコールホールディングス会長、京都商工会議所会頭）
- 内貴甚三郎（初代京都市長、京都商業会議所会頭）
- 内貴清兵衛（日本新薬の創設者、島津製作所・日本電池・京都織物などの役員）
- 中井三郎兵衛 (3代)（日本紙パルプ商事創業者、第8代三井八郎右衛門の要請で三井家大元方 (三井全事業統括機関) 総元締に就任、三井銀行・三井物産の設立に深く関与）
- 中井三郎兵衛 (4代)（和洋紙問屋・中井商店の社長。京都紙商組合をつくり、京都織物・東京印刷・京津電気軌道・王子製紙などの役員、京都府会議員を歴任）
- 永田雅一（大映社長）
- 中塚一宏（SBIホールディングス常務、元衆議院議員、元内閣府副大臣兼復興副大臣、元金融担当大臣）
- 中林仁一郎（丸物創業者で社長）
- 中林仁良（丸物社長、京都近鉄百貨店会長、近鉄百貨店取締役）
- 中坊公平（弁護士）
- 林羅山（儒学者）
- 東久邇宮稔彦王（第43代内閣総理大臣）
- 彦惣弘（弁護士）
- 平川理恵（広島県教育委員会教育長、教育者）
- 平澤創（実業家、フェイス代表取締役社長（創業者）、日本コロムビア取締役会長）
- 古河市兵衛（古河財閥の創業者）
- 堀田力（弁護士）
- 堀江貞之（年金積立金管理運用独立行政法人元運用会員長代理）
- 前原誠司（元民主党代表、元国土交通大臣兼沖縄･北方対策担当大臣、元外務大臣、元国家戦略担当大臣兼経済財政担当大臣、元民進党代表）
- 村田大介（村田機械社長、京都経済同友会副代表幹事）
- 山内溥（任天堂元社長）
- 山下明男（フォートレス・インベストメント・グループ日本代表）
- 山本和嘉子（衆議院議員）
- 横井軍平（ゲームデザイナー、任天堂元役員）
- 義本博司（第13代文部科学事務次官、第3代文部科学省総合教育政策局長、元大学入試センター理事、元文部科学省高等教育局長、元文部科学省大臣官房総括審議官）
- 本庄知史（衆議院議員）

### 学界
- 荒井良雄（イギリス文学者）
- 青地伯水（ドイツ文学者）
- 青山和夫（考古学者）
- 生田耕作（フランス文学者）
- 池田菊苗（化学者）
- 石浦正寛（生物学者）
- 石田喜久夫（法学者）
- 伊藤謙哉（天文学者）
- 井藤半彌（財政学者）
- 猪木正道（政治学者）
- 猪熊兼勝（考古学者）
- 猪熊兼繁（歴史学者、国学者）
- 今西錦司（生態学者、人類学者）
- 岩田年浩（経済学者）
- 上村悦子（国文学者）
- 植村和秀（政治学者）
- 江馬務（歴史学者）
- 小川環樹（中国文学者）
- 大塚久雄（経済学者）
- 岡本隆司（歴史学者）
- 川勝政太郎（考古学者）
- 川勝義雄（歴史学者）
- 川端新（歴史学者）
- 木原誠太郎（社会学者）
- 木村武夫（歴史学者）
- 熊田一雄（社会学者）
- 古在由直（農芸化学者）
- 佐藤功（法学者）
- 佐山展生（経営学者）
- 島薗安雄 (医学者）
- 進士五十八 (造園学者)
- 高坂正堯（国際政治学者）
- 高田邦夫（バッハ研究家）
- 高田正淳（会計学者）
- 中村剛治郎（経済学者）
- 中村卓史（宇宙物理学者）
- 中山平次郎（病理学者、考古学者）
- 林忠四郎（宇宙物理学者）
- 真島利行（化学者）
- 松尾貴巳（会計学者）
- 松本恒雄（法学者）
- 森川展男（英文学者）
- 八木透（民俗学者）
- 淀野隆三（フランス文学者）
- 鷲田清一（哲学者）

### 軍人
- 加藤曻（海軍中尉）

### 作家・芸術家・漫画家
- 西尾維新（小説家）
- 赤神諒（小説家）
- 秦恒平（作家）
- 福本武久（作家）
- 宮崎学（作家）
- 綾辻行人（作家）
- 綿矢りさ（作家）
- 村上春樹（作家）
- 万城目学（作家）
- 原田まりる（作家・元中野風女シスターズ（風男塾））
- 山村美紗（推理作家）
- 島田一男（推理作家）
- 大田垣蓮月（歌人）
- 九条武子（歌人）
- 児玉花外（詩人）
- 与謝野鉄幹（歌人）
- 青木敏郎（洋画家）
- 伊藤草白（日本画家）
- 今井俊満（洋画家）
- 入江波光（日本画家）
- 上村松園（日本画家）
- 梅原龍三郎（洋画家）
- 尾形光琳（日本画家）
- 甲斐庄楠音（日本画家）
- 梶原緋佐子（日本画家）
- 神坂雪佳（日本画家、図案家）
- 加山又造（日本画家）
- 川端玉章（日本画家）
- 川村曼舟（日本画家）
- 木村斯光（日本画家）
- 久保田金僊（日本画家）
- 久保田米僊（日本画家）
- 幸野楳嶺（日本画家）
- 巨勢小石（日本画家）
- 榊原紫峰（日本画家）
- 鈴木松年（日本画家）
- 竹内栖鳳（日本画家）
- 谷口香嶠（日本画家）
- 玉村方久斗（日本画家）
- 都路華香（日本画家）
- 津田青楓（日本画家、洋画家、書家、随筆家、歌人）
- 堂本阿岐羅（日本画家）
- 堂本印象（日本画家）
- 堂本尚郎（洋画家）
- 堂本元次（日本画家）
- 徳岡神泉（日本画家）
- 富岡鉄斎（南画家）
- 西村五雲（日本画家）
- 西山翠嶂（日本画家）
- 野村文挙（日本画家）
- 服部二柳（南画家）
- 前川千帆（版画家、漫画家）
- 安井曾太郎（洋画家）
- 山口華楊（日本画家）
- 吉岡華堂（日本画家）
- 吉川観方（日本画家）
- 北大路魯山人（陶芸家）
- 楠部彌弌（陶芸家）
- 江里康慧（仏師）
- 江里佐代子（截金師）
- 岡崎雪聲（鋳造師、彫金家）
- 加納夏雄（金工師）
- 黒田辰秋（漆芸家、木工家）
- 齋田梅亭（截金師）
- 中橋孝晃（作曲家、編曲家、音楽プロデューサー）
- 中原哲泉（図案家、七宝家）
- 並河靖之（七宝家）
- 福田喜重（刺繍家）
- 長艸敏明  (京繍作家)
- 松久朋琳（仏師）
- 水井康雄（彫刻家）
- 狛林正一（作曲家）
- 日高明大（ミュージシャン）
- 山川恵津子（作詞家、作曲家、編曲家、音楽プロデューサー）
- 松村禎三（作曲家）
- 若井淑（作曲家）
- ひさうちみちお（漫画家、イラストレーター）
- みうらじゅん（漫画家、イラストレーター）
- CLAMP（女性漫画家集団）
- 上杉晋作（チェスプレーヤー）
- 葉方丹（作家、作詞家、演出家、脚本家）
- 浅野りん（漫画家）
- 山本サトシ（漫画家）
- 竹岡雄二（芸術家）
- 木村孝（染織研究家）
- 西村総左衛門（染色家）
- 皆川月華（染色家）
- 柳宗民（園芸家）
- 白井晟一（建築家）
- 井上剛宏（造園家）
- 佐野藤右衛門（造園家）
- 清岡純子（写真家）
- 秋山十三子（随筆家）
- 山口雄也（闘病記著者）

### 映画・映像
- 絲屋寿雄（映画プロデューサー、思想史家、近代映画協会社長）
- 石田秀樹（演出家、プロデューサー）
- 井上梅次（映画監督）
- 岩佐氏寿（映画監督、脚本家）
- 大島渚（映画監督）
- 梶本惠美（脚本家）
- 海原幸夫（録音技師）
- カズ・ヒロ（メイクアップアーティスト、美術家）
- 金森萬象（映画監督）
- 久保為義（映画監督）
- 櫻井雄一（テレビプロデューサー）
- 姓丸浩（映画監督）
- 谷口正晃（映画監督）
- 豊田四郎（映画監督）
- 中江裕司（映画監督）
- 中野量太（映画監督）
- 西川鶴三（照明技師）
- 沼田紅緑（映画監督、脚本家、俳優）
- 野村芳亭（映画監督）
- 野村芳太郎（映画監督）
- 英勉（映画監督）
- 林海象（映画監督）
- 人見吉之助（映画監督）
- 冬島泰三（映画監督）
- 堀川弘通（映画監督）
- 牧野省三（映画監督）
- マキノ真三（映画監督）
- マキノ雅弘（映画監督、俳優）
- マキノ光雄（映画プロデューサー）
- 松田定次（映画監督）
- 松田寛夫（脚本家）
- 三隅研次（映画監督）
- 宮川一夫（撮影監督）
- 森田富士郎（撮影技師、撮影監督、特撮監督）
- 山上伊太郎（脚本家、映画監督）
- 山中貞雄（映画監督）
- 渡邊孝好（映画監督）
- 渡辺実（映画監督）

### 俳優・芸能界・アナウンサー
- 嵐冠三郎（俳優）
- 嵐寛寿郎（俳優）
- 石田太郎（俳優）
- 石橋蛍 （元アイドル）
- 市川雷蔵（俳優）
- 乾夏寧（声優）
- 宇治みさ子（俳優）
- 大浦龍宇一（俳優）
- 大久保清子（俳優）
- 片岡市太郎（俳優）
- 川崎あかね（俳優）
- 川崎麻世（俳優）
- 岸部一徳（俳優）
- 岸部四郎（俳優）
- 北大路欣也（俳優）
- 北岡よし江（俳優）
- 木下彩音（俳優）
- 木村健児（俳優）
- 小林薫（俳優）
- 小山力也（俳優、声優）
- 榊ひろみ（俳優）
- 左京未知子（俳優）
- 佐田啓二（俳優）
- 三條美紀（俳優）
- 鈴木えみ（ファッションモデル、俳優）
- 住乃江田鶴子（俳優）
- 瀧花久子（俳優）
- 田中春男（俳優）
- 谷尻萌（タレント）
- 田畑智子（俳優）
- 田武謙三（俳優）
- 玉川みちみ（俳優）
- 田宮二郎（俳優）
- 田村正和（元俳優）
- 田村亮（俳優）
- 団時朗（俳優）
- 段田安則（俳優）
- 千之赫子（俳優）
- 津川雅彦（俳優）
- 寺島しのぶ（俳優）
- 長門裕之（俳優）
- 中根龍太郎（俳優、コメディアン、映画監督）
- 中野英雄（俳優）
- 中村玉緒（俳優）
- 西村和彦（俳優）
- 野川由美子（俳優）
- 林成年（俳優）
- 葉山豪（俳優）
- 日高澄子（俳優）
- 藤田まこと（俳優、東京都豊島区生まれ）
- 佐々木蔵之介（俳優）
- マキノ智子（俳優）
- 三田寛子（俳優）
- 村井美樹（俳優、タレント）
- 森光子（俳優）
- 森田涼花（俳優、タレント）
- 山咲千里（タレント、俳優）
- 山城新伍（俳優）
- 山之内重美（俳優、歌手、ロシア文化・演劇研究家）
- 山本竜二（俳優）
- 吉岡里帆（俳優、タレント）
- 西川ヘレン（タレント）
- 高橋茂雄（お笑い芸人）
- 福田充徳（お笑い芸人）
- 川畑泰史（お笑い芸人）
- 清水けんじ（お笑い芸人）
- 徳井義実（お笑い芸人）
- 小杉竜一（お笑い芸人）
- 吉田敬（お笑い芸人）
- 宮川大輔（お笑い芸人）
- 竹若元博（お笑い芸人）
- 西川晃啓（お笑い芸人）
- 長田庄平（お笑い芸人）
- 大狸ぽんぽこ（お笑い芸人）
- 辻皓平（お笑い芸人）
- 皆川勇気（お笑い芸人）
- 羽尻紘規（お笑い芸人）
- 篠宮暁（お笑い芸人）
- 浦井のりひろ（お笑い芸人）
- 浜村淳（司会者）
- 上岡龍太郎（元タレント）
- 木村祐一（タレント）
- 島田紳助（元タレント）
- 太平かつみ（お笑い芸人）
- 杉本彩 （タレント）
- 小泉エリ（お笑い芸人）
- 中島知子（お笑い芸人）
- 坂下千里子（タレント）
- 清水圭（タレント）
- 今いくよ（漫才師）
- 今くるよ（漫才師）
- 丸山隆平（アイドル、SUPER EIGHTのメンバー）
- 奥田絢子（歌手・ファッションモデル）
- 畑田亜希（ファッションモデル）
- 平野和子（1962年ミス・ユニバース日本代表）
- 上田正樹（歌手）
- 宇崎竜童（ミュージシャン、俳優）
- 大野克夫（ミュージシャン）
- 尾崎亜美（ミュージシャン）
- 笠井紀美子（歌手）
- 加藤和彦（ミュージシャン）
- 岸田繁（ミュージシャン、くるりのメンバー）
- 倖田來未（歌手）
- 沢田研二（歌手、鳥取市生まれ）
- 杉田二郎（フォークシンガー）
- TAKUYA（歌手）
- つじあやの（シンガーソングライター）
- bird（シンガーソングライター）
- はしだのりひこ（シンガーソングライター）
- ばんばひろふみ（フォークシンガー）
- Fantastic Plastic Machine（ミュージシャン）
- The brilliant green
  - 川瀬智子
  - 松井亮
  - 奥田俊作
- misono（歌手）
- 都はるみ（演歌歌手）
- 天野由梨（声優）
- 小岩井ことり（声優）
- 相良茉優（声優）
- 八木岳（声優）
- 遊佐浩二（声優、大阪府生まれ）
- 大八木友之（アナウンサー）
- 大八木文香（アナウンサー）
- 葛谷亮（アナウンサー）
- 日下部吉彦（元アナウンサー）
- 竹内優美（アナウンサー）
- 野路毅彦（アナウンサー）
- 前田麻衣子（アナウンサー）
- 藪本雅子（フリーアナウンサー、記者、元日本テレビアナウンサー・報道局記者、元DORAメンバー）
- 桑原征平（フリーアナウンサー）
- 小城敏（フリーアナウンサー）
- 佐々木美絵（フリーアナウンサー）
- 鈴木史朗（フリーアナウンサー）
- 羽川英樹（フリーアナウンサー）
- 松澤まゆ（気象予報士）
- 渡邊雅之（演劇制作者 劇団ポプラ）
- 宝生九郎重英（能楽師）

### 宝塚歌劇団
- 高汐巴 - 元花組トップスター
- たかね吹々己 - 元雪組トップスター
- 華優希 - 元花組トップ娘役
- 野々すみ花 - 元宙組トップ娘役
- 星原美沙緒 - 元専科男役
- 透水さらさ - 元雪組娘役
- 松田沙紀 - 元宙組娘役
- 一原けい - 元専科女役
- 春乃さくら - 宙組トップ娘役
- 諏訪さき - 雪組男役
- 瑠璃花夏 - 星組娘役

### 僧侶
- 一休宗純（室町時代中期の禅僧）
- 西行（平安時代末期から鎌倉時代初期にかけての日本の武士であり、僧侶、歌人）
- 親鸞（浄土真宗の宗祖）

### 歴史上の人物
- 足利義満（室町幕府第3代征夷大将軍）
- 足利義政（室町幕府第8代征夷大将軍）
- 足利義輝（室町幕府第13代征夷大将軍）
- 足利義昭（室町幕府第15代征夷大将軍）
- 池田忠継（備前岡山藩初代藩主、鳥取池田家初代）
- 菅原道真（平安時代の貴族、学者、漢詩人、政治家）
- 平清盛（平安時代末期の日本の武将、公卿、棟梁）
- 徳川頼宣（紀伊和歌山藩初代藩主）
- 日野富子（室町幕府8代将軍・足利義政の正室）
- 藤原定家（平安時代末期から鎌倉時代初期にかけての公家・歌人、正二位・権中納言）
- 藤原道長（平安時代の公卿）
- 細川幽斎（戦国時代の武将、戦国大名、歌人）
- 細川忠興（戦国時代から江戸時代前期にかけての武将・大名
- 源義経（平安時代の日本の武将）

### スポーツ
- 吉田義男（元プロ野球球団監督）
- 衣笠祥雄（元野球選手）
- 青松敬鎔（元野球選手）
- 赤沼淳平（野球選手）
- 赤松真人（元野球選手）
- 岡島秀樹（元野球選手）
- 上茶谷大河（野球選手）：北区
- 北山亘基（野球選手）：右京区
- 木元邦之（元野球選手）
- 大隣憲司（元野球選手）
- 炭谷銀仁朗（野球選手）
- 清水直行（元野球選手）
- 桧山進次郎（元野球選手）
- 細見和史（元野球選手）
- 波留敏夫（元野球選手）
- 真砂勇介（野球選手）
- 糸井嘉男（野球選手）
- 野村克也（元野球選手、元プロ野球監督）
- 中島国章（元プロ野球国際スカウト）：上京区
- 野口真一（元同志社大学監督）
- 原田英彦（元龍谷大平安高校監督）：南区
- 伊達公子（テニス選手）
- 西垣仁貴（プロバスケットボール選手（bjリーグ・富山グラウジーズ所属））：伏見区
- 大村加奈子（バレーボール選手）
- 西山由樹（バレーボール選手）
- 西山慶樹（バレーボール選手）
- 清水眞衣（バレーボール選手）
- 和田由紀子（バレーボール選手）
- 柱谷幸一（サッカー監督）
- 柱谷哲二（プロサッカー監督）
- 釜本邦茂（元サッカー選手、元参議院議員）
- 松井大輔（サッカー選手）
- 山崎雅人（サッカー選手）
- 廣岡睦樹（サッカー選手）
- 川原元樹（サッカー指導者）
- 櫻井有希（女子プロゴルファー）
- 永井奈都（女子プロゴルファー）
- 森田理香子（女子プロゴルファー）
- 天山広吉（プロレスラー）
- 今村陽良（ラグビー選手）
- 小畑健太郎（ラグビー選手）
- 森脇光（ラグビー選手）
- 杉本誠二郎（ラグビー指導者）
- 高崎利明（ラグビー指導者）
- 藤村琉士（ラグビー選手）
- 西川賢哉（ラグビー選手）
- 北川圭一（元オートバイロードレースライダー）
- 長井利樹（ドリフトドライバー）
- カロリーナあきこ（リングアナウンサー）
- 玉木正之（スポーツライター）
- 本田紗来（フィギュアスケート選手）
- 本田太一（フィギュアスケート選手）
- 本田真凜（フィギュアスケート選手）
- 本田望結（フィギュアスケート選手）
- 宇田明彦（競馬騎手、調教師）
- 小谷内秀夫（競馬騎手）
- 坂口正大（競馬調教師）
- 清水英次（競馬騎手）
- 武邦彦（競馬騎手、調教師）
- 武宏平（競馬騎手、調教師）
- 武永祥（競馬調教師）
- 武豊（競馬騎手）
- 戸山為夫（競馬騎手、調教師）
- 中尾銑治（競馬騎手、調教師）
- 中尾謙太郎（競馬調教師）
- 中尾正（競馬調教師）
- 松田由太郎（競馬騎手、競走馬調教師）
- 安田隆行（競馬騎手、調教師）
- 荒木実（競輪選手）
- 松本整（競輪選手）
- 村上博幸（競輪選手）
- 村上義弘（競輪選手）
- 鳳龍一雄（元力士）
- 駿河メイ（プロレスラー）
- 天咲光由（プロレスラー）

### 伝統文化
- 藤井友子 - 手描き京友禅の染匠。

### パティシエ
- 小山進

### 編集者
- 木村徳三